# Outlaw (serie televisiva)
Outlaw è una serie televisiva statunitense di genere giudiziario creata da John Eisendrath e prodotta da Conan O'Brien che ha debuttato il 15 settembre 2010 sul network NBC. La serie è stata cancellata dopo quattro episodi trasmessi e un totale di otto prodotti.

## Produzione
La serie venne inizialmente chiamata Rough Justice, e successivamente anche Garza. L'episodio pilota, scritto da John Eisendrath, venne approvata dalla NBC a gennaio 2010 e a metà febbraio Terry George venne ingaggiato per dirigerlo.
Jesse Bradford fu il primo attore ad essere ingaggiato, a inizio marzo. Il secondo fu Jimmy Smits, mentre Carly Pope e David Ramsey firmarono il contratto pochi giorni dopo. L'episodio pilota venne girato tra marzo e aprile a Philadelphia, nelle vicinanze di Bensalem Township, ad Atlantic City, e nella contea di Arlington.
A metà maggio 2010 la NBC ha annunciato che avrebbe trasmesso la serie nella stagione televisiva 2010-2011, ma l'11 ottobre è stata invece cancellata a causa di un pesante calo di ascolti (da 10 a 4 milioni tra il primo e il secondo episodio).

## Trama
Il giudice della Corte Suprema degli Stati Uniti Cyrus Garza decide di cambiare vita dimettendosi dalla prestigiosa carica ed aprendo un suo studio legale, per essere in questo modo garante della giustizia in modo più diretto.

## Personaggi e interpreti
- Cyrus Garza (stagioni 1-in corso), interpretato da Jimmy Smits.
- Al Druzinsky (stagioni 1-in corso), interpretato da David Ramsey.
- Mereta Stockman (stagioni 1-in corso), interpretata da Ellen Woglom.
- Lucinda Pearl (stagioni 1-in corso), interpretata da Carly Pope.
- Eddie Franks (stagioni 1-in corso), interpretato da Jesse Bradford.
- Claire Sax (stagioni 1-in corso), interpretata da Melora Hardin.

## Episodi
L'episodio pilota è stato trasmesso il 14 settembre 2010 in prima visione assoluta dal canale canadese Global, mentre negli Stati Uniti è andato in onda il giorno seguente su NBC.
| Stagione       | Episodi | Prima TV originale | Prima TV Italia |
| -------------- | ------- | ------------------ | --------------- |
| Prima stagione | 8       | 2010               | inedita         |